# Themisto gaudichaudii
Themisto gaudichaudii is een vlokreeftensoort uit de familie van de Hyperiidae. De wetenschappelijke naam van de soort is voor het eerst geldig gepubliceerd in 1825 door Guérin.